# Bengt Lindqvist
Bengt Olof Lennart Lindqvist, född 3 juni 1936 i Helsingborg, död 3 december 2016 i Nynäshamn, var en svensk politiker (socialdemokrat). Han var statsråd i socialdepartementet (som familje- och handikappminister) 1985–1991, riksdagsledamot 1982–1985, 1988–1991 (ledig), 1992 och 1993–1995 och ordförande i Synskadades Riksförbund 1975–1985 samt Handikappförbundens centralkommitté (nuvarande Funktionsrätt Sverige) 1977–1985.
Lindqvist, som själv var blind, medverkade 1970 i sexualupplysningsfilmen Mera ur Kärlekens språk för att hävda de handikappades rätt till ett värdigt sexualliv och en adekvat sexualupplysning.
1999 publicerades Bengt Lindqvists statliga utredning Lindqvists nia: nio vägar att utveckla bemötandet (SOU 1999:21), även kallad "Bemötandeutredningen", som handlar om bemötande av personer med funktionshinder. Utredningen innehåller dels förslag som avser att förbättra det kollektiva bemötandet och dels det individuella bemötandet. "Tillsammans syftar de till att förändra attityder och bemötande, förbättra den enskildes ställning gentemot myndigheter och andra offentliga organ samt göra människor mer rustade att delta i samhällslivet på sina egna villkor."
Bengt Lindqvist är gravsatt i minneslunden på Strandkyrkogården i Stockholms kommun.